# Villar de Cuevas
Villar de Cuevas o Cuevas a secas, como es conocida entre los lugareños, es una cortijada situada a unos 10 kilómetros al norte de Jaén. Parte de los cortijos y casas se encuentran en estado de ruina, mientras que otros se encuentran habitados temporalmente (por causa de las tareas agrícolas: campaña de recogida de la aceituna), o continuamente a lo largo del año.
En esta cortijada se encuentran, entre otros, un jamilero, un puesto de pesaje y limpieza de la aceituna, una nave de reciente construcción que alberga ganado vacuno, así como otras naves que son empleadas para el almacenamiento de aperos agrícolas, tales como tractores y arados, y de ganado equino. 
A tiro de piedra de la aldea se encuentra el cortijo Niño Piedras.

## Toponimia
Villar, al igual que otros vocablos similares, tales como villarejo, villares, casar, casarejo, casares, ..., muy frecuentes en la toponimia andaluza, significa ruinas de poblado antiguo. Tomás Quesada sospecha que el nombre actual proceda de la unión de dos elementos que son citados en el Libro de las Dehesas de 1378, a saber: la Cueva de don Yllán, y un villarejo situado de cerca de dicha cueva, en el camino que va a Torredelcampo y que sale a las "Torrezillas", siendo las Torrezillas lo que hoy día es conocido como el cortijo de La Torrecilla, ubicado junto a Grañena.

## Historia
La aldea es de origen medieval. En 1311 era un núcleo de población con parroquia rural dependiente del Arciprestazgo de Jaén.
Se sabe de la existencia de una iglesia en la aldea, llamada de Santa María, en el siglo XVII y anteriores.
A finales del siglo XVII, en el año 1595, así como doscientos años después, en 1792, hay constancia de que estaba despoblado, no habiendo ni un solo vecino en la aldea.

## Demografía
Evolución de la población
| Gráfica de evolución demográfica de Villar de Cuevas entre 2000 y 2019 |
|                                                                        |
| Población de derecho (2000-2019) según el padrón municipal del INE     |

## Carreteras
Por carriles de tierra, en mejor o peor estado. Inciden factores como: estación del año (condiciones climáticas, circulación de tractores,...), tiempo transcurrido desde el último acondicionamiento, ...
- La JV-2332, camino de Cuevas. Conduce hacia el sur a Jaén y hacia el norte a Las Infantas.[4]
- La A-311, carretera provincial Jaén-Fuerte del Rey. Queda al noroeste de la aldea, llegándose a ella por medio de un carril de tierra.[4]
- La N-323a, carretera nacional Jaén-Mengíbar. Se llega a ella desde la aldea por medio de carriles de tierra y/o gravilla hacia el este (conducen a la nacional hasta tres caminos paralelos: junto al arroyo del Judío, hacia los cortijos primero y segundo de Platero, y por el carril que pasa junto al cortijo Prado del Moral).[4]

## Geología
A un kilómetro y medio en línea recta de la aldea, junto al arroyo del Judío, existe un olistolito o emersión de roca sedimentaria que alberga distintos abrigos.

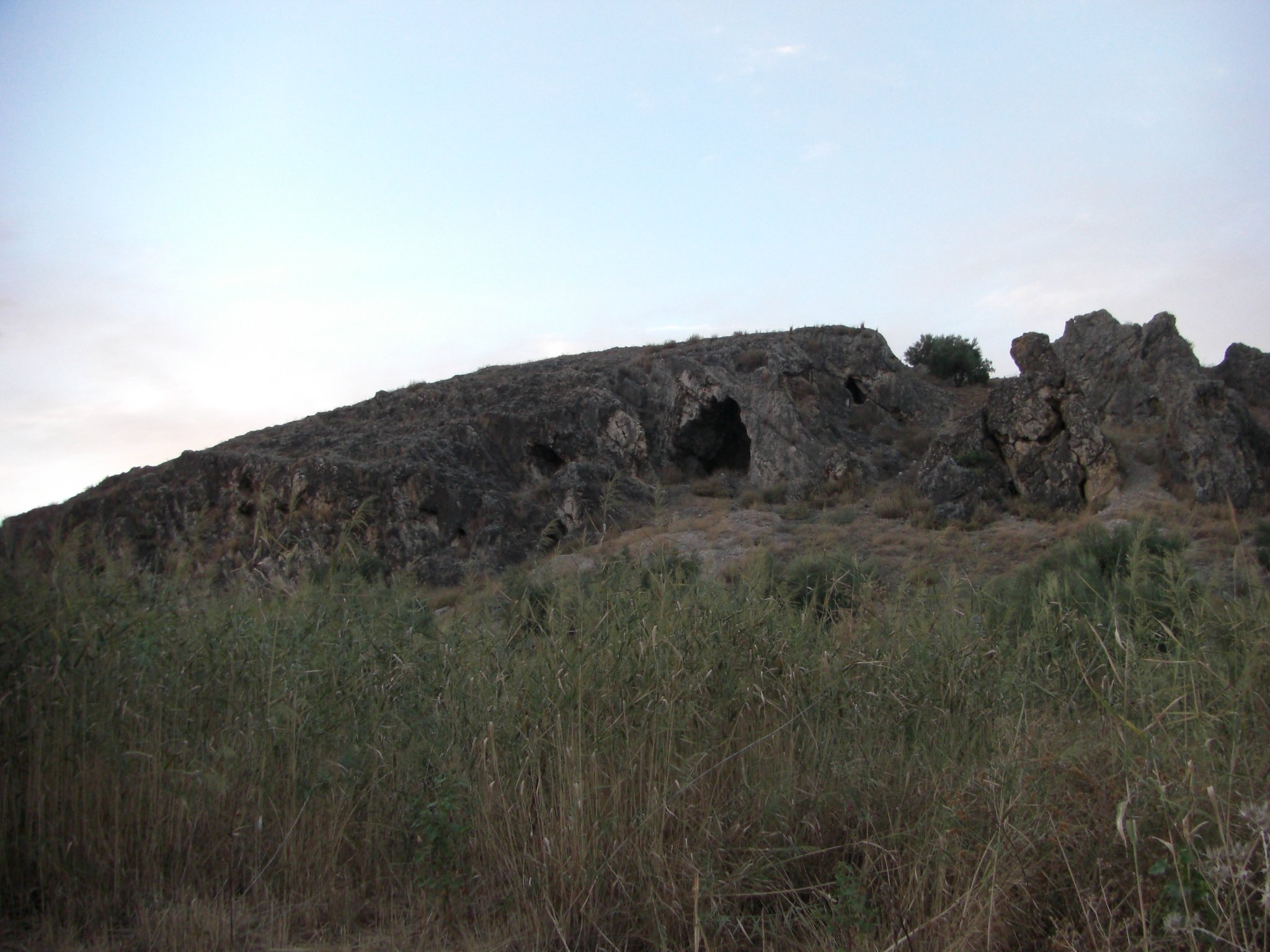
Olistolito junto a Villar de Cuevas.

## Laguna de Prados del Moral

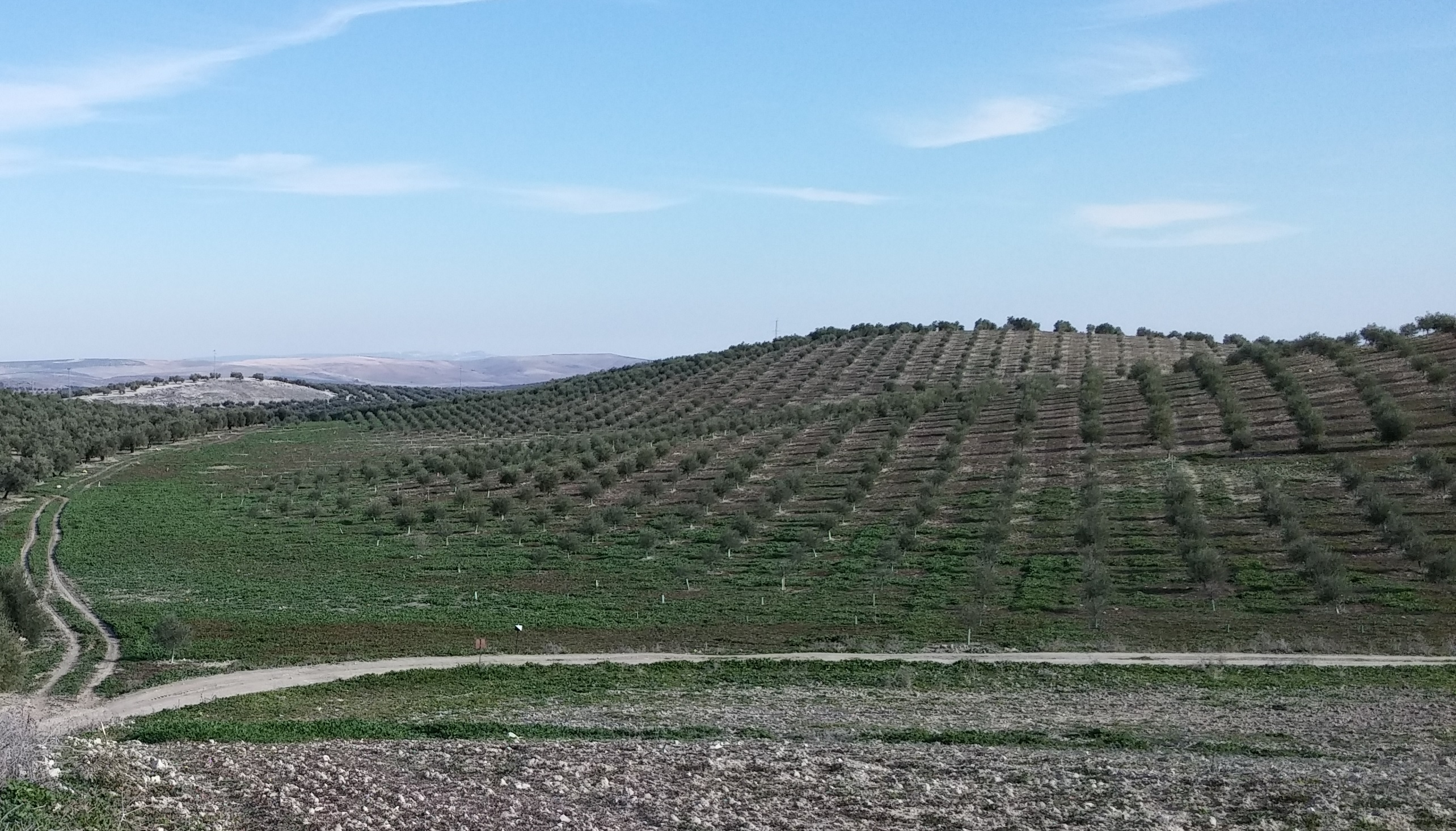
Laguna de Prados del Moral, en un invierno insuficientemente húmedo.

A menos de un kilómetro en línea recta de la aldea, junto al cerro de Cabanillas, se encuentra la laguna de Prados del Moral, con varios humedales periféricos y salinas.
Esta charca endorreica, amenazada por el reiterado intento de plantación de olivar en su cubeta, aunque por fortuna aún sin éxito, y por la apertura de un pozo, cuyas aguas han resultado demasiado salinas para su empleo como agua de riego, alberga (en las estaciones húmedas, principalmente otoño e invierno) una rica variedad de fauna, desde anfibios: sapo corredor, sapillo moteado, rana común, gallipato, hasta aves acuáticas y limícolas como la cigüeñuela, el chorlitejo chico, el ánade real, la polla de agua, el fumarel común, el fumarel cariblanco, el zampullín chico, la garcilla bueyera, la garza real, la cigüeña común, la avoceta, el combatiente, el archibebe común, el andarríos chico, el andarríos grande, y la agachadiza común.
En cuanto a la flora y vegetación, existen praderas de distintas especies como Chara fragilis, Chara connivens, Nitella flexilis, Cyperus michelianus, Juncus capitatus, Juncus pygmaeus, Juncus bufonius y Lythrum tribracteatum, hasta la insólita Damasonium alisma, que constituye la única cita conocida de esta especie en los humedales de la provincia de Jaén.